# Mamdot
Mamdot o Muhammadot fo un estat tributari protegit, des de 1864 del tipus zamindar al districte de Ferozepore al Panjab. La superfície era de 800 km² de jagir i 215 km² de terres de propietaris. El sobirà portsva el títol de nawab de Mamdot i al final del segle XIX era Ghulam Kutb al-Din Khan, un paixtú descendents del fundador de la nissaga. El zamindari era el més productiu del Panjab i els ingressos eren de 380.000 rúpies.
L'estat el va fundar Kutb al-Din Khan que havia adquirit el principat de Kasur del que fou expulsat per Ranjit Singh el 1807 rebent el jagir de Mamdot, terres que havia conquerit el 1800 al sobirà de Raikot. El seu fill Jamal al-Din Khan va posseir Mamdot com feu del regne sikh de Lahore fins al 1848 quan va rebre el títol de nawab i poders de sobirà del govern britànic; però Jamal va abusar de la seva posició i els britànics el van deposar i van annexionar l'estat el 1855 al territori britànics privant-lo de jurisdicció, si bé poc després (1864) fou cedit com a zamindari al germà del nawab Jalal al-Din Khan, que havia fet bons serveis el 1848 i especialment el 1857. Jalal va morir el 1875 i va deixar un fill menor d'edat de nom Nizam al-Din Khan sent administrat pel consell de corts (Court of Wards) fin el 1884 quan va arribar a l'edat. Nizam va morir el 1891 deixant un germà menor d'edat, Ghulam Kutb al-Din Khan. L'estat es va endeutar i el consell de corts va haver d'agafar altre cop l'administració.
La capital era Mamdot a 30° 53′ N, 74° 26′ E / 30.883°N,74.433°E a la plana uns 3 km del Sutlej, amb una població el 1901 de 2.631 habitants. La ciutat estava emmurallada amb forma rectangular amb torre rodona a cada cantonada i al mig de cada costat. Dos terços de la fortalesa se'ls va emportar el Sutlej a la riuada de 1877-1878, i una branca del riu va passar llavors tocant les muralles. Muhammadot fou despoblada durant el temps dels mogols i fou ocupada el 1750 pels dogars que es van declarar independents al cap de poc fins que foren sotmesos pel senyor sikh Sardar Subha Singh. Amb ajut del rai de Raikot els dogars van expulsar els sikhs però el rai es va apoderar de la ciutat i comarca i les va annexionar al seu domini; els dogars es van revoltar amb l'ajut de Nizam al-Din i Kutb al-Din Khan de Kasur (1800). Nizam fou assassinat pels seus tres cunyats als que havia expulsat dels seus jagirs i el poder va passar a Kutb al-Din que el 1807 es va sotmetre a Ranjit Singh de Lahore, rebent Mamdot en jagir a canvi d'un servei de 100 cavalls. Nizam va cedir al seu fill Jalal al-Din Khan el jagir de Gogaira, però després va reclamar el govern de Mamdot i amb el suport dels dogars va ocupar el jagir; no obstant Jalal fou cridat pel maharajà de Lahore i el poder fou reconegut a un altre fill de Kutb al-Din, Jamal al-Din. Jamal va estar al costat dels sikhs el 1845-1846, però el 1848 es va passar als britànics; el seu germà Jalal al-Din també donava suport als britànics. El 1848 Jamal fou reconegut en la possessió de Mamdot amb títol de nawab; l'opressió a la que va sotmetre als seus subdits i especialment als dogars va provocar la seva destitució després d'una investigació. El 1864 l'estat fou confiat al seu germà amb exclusió de la descendència de Jamal. La branca de Jalal es va extingir amb la mort sense fill de Ghulam i després de 3 anys l'estat fou cedit a Shah Nawaz Khan, net de Jamal al-Din, destacat polític que fou membre del Partit Unionista del Panjab i des de 1938 de l'All India Muslim League i president de la Lliga Musulmana al Panjab organitzant el gran míting de la Lliga del març de 1940 a Lahore; va morir el 28 de març de 1942 i el seu fill Iftikhar Hussain Khan que el va succeir fou primer ministre del Panjab (Pakistan) i després governador de Sind (1954-1955); va morir el 1969 deixant com a fill gran a Nawab Pervaiz Iftikhar Mamdot.

## Llista de nawabs
- Jagirdar Kutb al-Din Khan 1800-1831
- Jagirdar Jalal al-Din Khan 1831-1832 (fill)
- Jagirdar Jamal al-Din Khan (des de 1848 nawab) 1832-1855 (germà)
- Interregne 1855-1864
- Nawab Jalal al-Din Khan (segona vegada) 1864-1875
- Nawab Nizam al-Din Khan 1875-1891 (fill)
- Nawab Ghulam Kutb al-Din Khan 1891-1928 (germà)
- Interregne 1928-1931
- Nawab Sir Shah Nawaz Khan (net de Jamal al-Din) 1931-1942
- Nawab Iftikhar Hussain Khan 1942-1969